# Georg Christian Benedikt Ackermann
Georg Christian Benedikt Ackermann, eigentlich Georg Benedict Ackermann, auch Georg Ackermann (* 3. März 1763 in Vier; † 8. April 1833 in Schwerin) war ein deutscher Theologe, Pädagoge, Pastor und Hofprediger.

## Leben
Ackermann war der Sohn des Landmannes Georg Ackermann, besuchte die Schule in Schwerin, dann 1782 die Friedrichs-Universität in Bützow und Göttingen und studierte dort Theologie. Er wurde 1792 Collaborator bei dem Landschullehrerseminar in Ludwigslust und leitete darauf seit 1794 den Unterricht des Erbprinzen Friedrich Ludwig als dessen Hofmeister, bis er im Jahre 1801 zum Zweiten Hofprediger ernannt wurde; 1808 wurde er Superintendent in Schwerin und Scholarch der Domschule, 1819 Konsistorialrat und 1830 Oberhofprediger.
Er beschäftigte sich außerdem mit der Organisation und Verbesserung des Volksschulwesens, der Waisenanstalten und des Armenwesens. Die Themen seiner Schriften waren praxisnah. Den Pastoren im Land schrieb er einen Rathgeber für Prediger, die ins Amt treten: oder Anleitung zum rechten Verhalten bei den Amtsverrichtungen; er beschäftigte sich mit dem Kirchen-Oekonomiewesen (1823) und beobachtete die Sprache des gemeinen Mannes in Meklenburg mit Hinsicht auf Kanzelvortrag.
Am 26. Juni 1830 verlieh ihm die Universität Rostock den theologischen Ehrendoktor aus Anlass der Dreihundertjahrfeier des Augsburger Bekenntnisses.